# Belet (Titan)
Belet is een methaanzee op de Saturnusmaan Titan op 5°S 255°W. Mogelijk waren deze regio's van Titan zeeën die later droog vielen.
Belet is een van de slechtst in kaart gebrachte gebieden op Titan. Het wordt begrensd door de gebieden Senkyo in het westen, Adiri in het oosten, en een naamloze landmassa in het zuiden. De zee wordt slechts van Senkyo gescheiden door een naamloze, nauwe kuststrook. 